# Sebastian (prawosławny patriarcha Antiochii)
Sebastian – chalcedoński patriarcha Antiochii w latach 687–690.